# مزلاج (تشريح)
المزلاج (بالإنجليزية: Obex)‏ هو النقطة في مخ الإنسان التي يضيق عندها البطين المخي الرابع ليصبح القناة المركزية للحبل الشوكي.

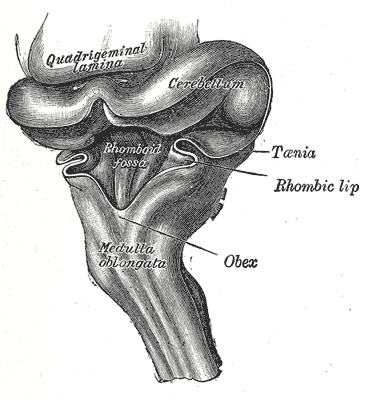
منظر خلفي للدماغ المؤخر موضحا المزلاج (Obex)

يحدث التصالب الحسي عند منطقة المزلاج.

## الأهمية الطبية
في حالات موه النخاع (hydromyelia)، قد يعتمد التدخل الجراحي لعلاج هذه الحالات على سد المزلاج، وبالتالي منع تدفق السائل النخاعي من البطين الرابع إلى القناة المركزية للحبل الشوكي.